# Таймеево
Таймеево (баш. Таймый) — село в Салаватском районе Башкортостана, административный центр Таймеевского сельсовета.

## Географическое положение
Расстояние до:
- районного центра (Малояз): 49 км,
- ближайшей ж/д станции (Кропачёво): 78 км.

## История
В «Списке населенных мест по сведениям 1870 года», изданном в 1877 году, населённый пункт упомянут как деревня Тоймеева (Атавка) 3-го стана Златоустовского уезда Уфимской губернии. Располагалась при речке Атавке, по левую сторону Сибирского почтового тракта из Уфы, в 153 верстах от уездного города Златоуста и в 20 верстах от становой квартиры в селе Сикиаз (Тепловка). В деревне, в 200 дворах жили 1189 человек (602 мужчины и 587 женщин, тептяри, русские), были 2 мечети, училище, 4 водяные мельницы. Жители занимались земледелием, скотоводством, пчеловодством, валяльным производством.

## Население
| 2002 | 2009 | 2010 |
| ---- | ---- | ---- |
| 706  | ↘697 | ↘633 |

Национальный состав
Согласно переписи 2002 года, преобладающая национальность — татары (76 %).

## Экономика и социальная сфера
МУСП «Совхоз "Таймеевский"», ООО "Агрофирма «Таймеевская»".

## Религия
В селе есть мечеть.

## Известные уроженцы
- Абдрахман Саади (14 марта 1889 — 1965) — известный востоковед, специалист в области истории татарской и узбекской литературы[6][7].
- Гирфанов, Агиш Шаихович (14 апреля 1928 — 8 ноября 1999) — советский башкирский писатель, член Союза писателей Башкирской АССР (1971), Заслуженный работник культуры БАССР (1978), Заслуженный работник культуры РСФСР (1988)[8][9].
- Гирфанов, Вакиль Калеевич (25 января 1909 — 10 мая 1980) — агробиолог, доктор сельскохозяйственных наук (1965), профессор (1967), Заслуженный деятель науки РСФСР (1969), Заслуженный деятель науки БАССР (1957), Председатель Верховного Совета Башкирской СССР (1975—1979)[10][11].
- Мухаметхади Сагди (25 марта 1883 — 1933) — башкирский писатель, переводчик, педагог[12][13].